# Fernseea itatiaiae
Fernseea itatiaiae là một loài thực vật có hoa trong họ Bromeliaceae. Loài này được (Wawra) Baker mô tả khoa học đầu tiên năm 1889.